# إسماعيل مصطفى
إسماعيل مصطفى هو سياسي عراقي شغل منصب وزارية مختلفة في العراق خلال فترة ستينات القرن العشرين.
شغل منصب وزير الشؤون البلدية والقروية في وزارة طاهر يحيى الثانية خلفا لمحمود شيت خطاب، ثم عاد لشغل نفس المنصب في وزارة عارف عبد الرزاق مع شغله منصب وزير المواصلات، ثم استمر بشغل منصب وزير الشؤون البلدية والقروية مع منصب وزير الأشغال والإسكان بالوكالة في وزارتي عبد الرحمن البزاز الأولى والثانية، ثم شغل منصب وزير المواصلات في وزارة ناجي طالب، ثم نائب رئيس الوزراء عام 1967 في وزارة عبد الرحمن عارف.